# 松本善登
松本 善登（まつもと よしと、1933年6月15日 - 1981年12月14日）は、島根県安濃郡大田町（現・大田市）出身の元騎手。シンザンの引退レースとなった第10回有馬記念を制し、1970年代最後の東京優駿ではカツラノハイセイコで勝利。ファンや関係者からは「善さん」と呼ばれ、親しまれていた。
息子の松本一孝は現在、栗東・庄野靖志厩舎の調教助手。

## 経歴
少年時代には体が弱かったために「牛乳を飲んで大きくなれれば」という思いで、近くにあった新堀牧場に牧夫として入った。しかし同牧場は馬の牧場であり、思惑通りには行かなかったが、牧場で働くうちに馬の乗り方を覚え、また体が小さかったこともあって騎手になることを勧められる。
松本と和田は、牧場とも付き合いのあった東京・尾形藤吉調教師への弟子入りを希望したが、希望者多数で入門待ちになると聞いたため、和田が、牧場にたびたび顔を見せていた武田文吾調教師に松本の弟子入りを頼み、折から騎手候補生を探していた武田に許されて1951年に騎手見習として京都に向かった。
1955年3月に騎手免許を取得し、同厩舎所属騎手としてデビュー。初騎乗は同21日のヤマツバサ（2着）、初勝利は1ヶ月後の4月30日・ヨンダービーであった。1年目は4勝をマークし、2年目の1956年からは障害での騎乗を開始。12月23日の京都第4競走障害4歳以上未勝利・サヌキフジで障害初勝利を挙げ、平地では11勝をマークして、初の2桁勝利となる12勝を記録。
1957年から1959年は平均10勝台で、障害の勝ち鞍が平地の勝ち鞍を上回っていた。1958年には読売カップ（秋）・シュンエイで重賞初勝利を挙げ、1960年には平地で20勝をマークし、この頃から障害の勝ち鞍を上回るようになる。
1961年は9勝とデビュー以来の1桁勝利に終わるが、1962年から1974年まで13年連続2桁勝利を記録。1962年は12月2日の阪神第9競走4歳以上100万下・モーニングサンで100勝を達成し、阪神3歳ステークスでは10頭中9番人気のコウタローでGI級レース初制覇。1963年はサチフジで京都大障害（春）2連覇、プリマドンナで阪神3歳S2連覇・GI級レース2勝目を挙げる。プリマドンナは阪神3歳Sで牡馬相手にレコード勝ちし、同年の啓衆社賞最優秀3歳牝馬に輝いた。
1964年はオンワードセカンドの主戦騎手・栗田勝がシンザンと被るため、NHK杯から同馬とコンビを組む。東京優駿・菊花賞では共にシンザンの3着に入り、毎日杯・神戸杯を制した。この年からは平地での騎乗に専念し始め、自己最多の44勝を挙げて自己最高の全国5位と躍進。1965年から1968年にかけては20勝～30勝台の成績であり、1965年の第10回有馬記念ではラストランのシンザンに栗田の代打で騎乗し、GI級レース3勝目・八大競走初制覇と同時に200勝を達成。この時はミハルカスに騎乗する加賀武見が奇策に出たが、松本はシンザンの強さを信じて乗ったので、動じることはなかった。1966年1月に行われた引退式でも栗田に代わって騎乗した。
1968年11月23日の京都第1競走3歳未勝利・ツキマサで300勝を達成し、1971年にはフイドールでシンザン記念を制覇。新馬、200万下、シンザン記念と3連勝でマスコミからは「シンザンの再来か」との声もかかり、2着にも同じシンザン産駒のシングンが入って話題を呼んだ。師匠の武田も「現時点でシンザンと比べるのはかわいそうだ」と言いながらも「勝ち綱を 引く手に 春の息吹かな」と俳人らしく句で喜びを表現し、その後も毎日杯でニホンピロムーテーの3着、東上してスプリングステークス3着、クラシック本番では東京優駿でヒカルイマイの3着に入った。
1972年にはショウフウミドリで第13回宝塚記念に勝利し、GI級レース4勝目を挙げる。40歳を迎えた翌1973年あたりから次第に騎乗数が減少してきたものの、「いぶし銀」と呼ばれる騎乗技術を持ち、1974年2月24日の阪神第5競走4歳200万下・キヨヒリュウで400勝を達成。
1976年京阪杯、1977年金杯（西）、1979年京都記念（春）をコウイチサブロウで制し、1979年にはコウイチサブロウと同じ馬主であるカツラノハイセイコで東京優駿を制覇。GI級レース5勝目・八大競走2勝目であり、生涯唯一のクラシック制覇となった。松本は当時45歳・25年目の現役最年長騎手で、この頃には調教師試験を毎年受験していた。後に増沢末夫が1986年にダイナガリバーで優勝するまで、最高齢のダービージョッキーであった。ちなみにカツラノハイセイコの前の主戦騎手は弟弟子の福永洋一であったが、1979年3月4日の毎日杯で福永がマリージョーイに騎乗して落馬した際、搬送中の救急車に安田伊佐夫と同乗して治療に協力した。ダービー後は阪神で行われた高松宮杯で岩元市三から乗り替わったネーハイジェットに騎乗し、バンブトンコート・メジロファントム・テルテンリュウ・リュウキコウを抑えて制すが、このレースが最後の重賞制覇となった。松本もこの頃から体調を崩し、通院しながら騎乗を続けていたが、京都新聞杯での騎乗を最後にカツラノハイセイコの主戦騎手の座を河内洋に譲った。その後は肺がんと診断され、1981年2月22日の阪神第11競走鳴門特別・ユウシバオー（16頭中11着）を騎乗を最後に治療に専念したが、同年12月14日にがん性腹膜炎のため、現役のまま死去。48歳没。1月25日の中京第10競走知多特別・ユウシバオーが最後の勝利となった。

## 騎手通算成績
| 通算成績 | 1着 | 2着 | 3着 | 4着以下 | 騎乗回数 | 勝率 | 連対率 |
| -------- | --- | --- | --- | ------- | -------- | ---- | ------ |
| 平地     | 431 | 371 | 395 | 2149    | 3346     | .129 | .240   |
| 障害     | 36  | 43  | 41  | 88      | 208      | .173 | .380   |
| 計       | 467 | 414 | 436 | 2237    | 3554     | .131 | .248   |

### 主な騎乗馬
※太字は八大競走を含むGI級レース。
- シュンエイ（1958年読売カップ (秋)）
- フサリユウ（1960年日本経済新春杯）
- サチフジ（1962年・1963年京都大障害 (春)）
- コウタロー（1962年阪神3歳ステークス）
- スズカリュウ（1963年迎春賞）
- プリマドンナ（1963年阪神3歳ステークス）
- カツラエース（1964年迎春賞）
- オンワードセカンド（1964年毎日杯・神戸杯）
- シンザン（1965年有馬記念）
- パワーラッスル（1966年日本経済新春杯）
- ハツライオー（1966年京都記念 (春)・阪急杯）
- シバフジ（1967年ハリウッドターフクラブ賞）
- ネイチブランナー（1967年京阪杯）
- キヨズキ（1967年牝馬東京タイムズ杯）
- アポオンワード（1968年阪急杯）
- ブルボン（1968年北海道3歳ステークス）
- フイドール（1971年シンザン記念）
- ケイシュウ（1972年日本経済新春杯）
- ショウフウミドリ（1972年宝塚記念）
- コウイチサブロウ（1976年京阪杯、1977年金杯 (西)、1979年京都記念 (春)）
- カツラノハイセイコ（1979年東京優駿）
- ネーハイジェット（1979年高松宮杯）

その他
- アチーブスター
- タケダヒカル
- タニノハローモア
- ヒデコトブキ
- マーチス

## 参考資料
- 「日本の騎手」（中央競馬ピーアール・センター編、1981年）
- 「二番星は二度輝く」（松井としたか、緑新聞社、2005年）